# 7 Seconds (singolo)
7 Seconds è una canzone eseguita da Youssou N'Dour e Neneh Cherry, scritto dai due cantanti in collaborazione con Cameron McVey e J. Sharp. Il singolo è stato un successo internazionale nel 1994, rimanendo in classifica per quasi un anno ed entrando nella top 3 di quasi tutti i paesi in cui il disco è stato commercializzato.

## Descrizione
Il brano è "multi-etnico": il senegalese N'Dour e la svedese Cherry cantano il brano in wolof, inglese e francese.
(Neneh Cherry)

## Il video
Il video per 7 Seconds è stato girato in bianco e nero e diretto da Stéphane Sednaoui. Vengono mostrate delle persone che camminano, mentre i due cantanti eseguono il brano. Quando viene cantato il ritornello, compaiono diversi visi di differente sesso, età ed etnia.

## Tracce
CD-Maxi
1. 7 Seconds (4:10)
2. Mame Bamba by Youssou N'Dour (4:57)
3. 7 Seconds (R & B To The Hip Hop Drop Mix) (6:24)
4. 7 Seconds (6:07)

CD-Maxi (June 7, 1994)
1. 7 Seconds (4:10)
2. Life (Adouna) by Youssou N'Dour (4:57)
3. 7 Seconds (R & B To The Hip Hop Drop Mix) (6:24)
4. 7 Seconds (6:07)

CD-Maxi (June 7, 1994)
1. 7 Seconds (Radio Edit) (4:06)
2. Life (Adouna) by Youssou N'Dour (4:02)
3. 7 Seconds (R & B To The Hip Hop Drop Mix) (6:23)
4. 7 Seconds (Dub Mix) (6:07)

## Classifiche

### Classifiche settimanali
| Classifica (1994) | Posizione massima |
| ----------------- | ----------------- |
| Australia         | 3                 |
| Austria           | 3                 |
| Belgio (Fiandre)  | 3                 |
| Canada            | 15                |
| Danimarca         | 10                |
| Europa            | 2                 |
| Finlandia         | 1                 |
| Francia           | 1                 |
| Germania          | 3                 |
| Irlanda           | 3                 |
| Italia            | 1                 |
| Norvegia          | 4                 |
| Nuova Zelanda     | 7                 |
| Paesi Bassi       | 2                 |
| Regno Unito       | 3                 |
| Stati Uniti       | 98                |
| Svezia            | 3                 |
| Svizzera          | 1                 |

### Classifiche di fine anno
| Classifica (1994) | Posizione |
| ----------------- | --------- |
| Australia         | 29        |
| Austria           | 10        |
| Belgio (Fiandre)  | 11        |
| Francia           | 1         |
| Germania          | 15        |
| Italia            | 3         |
| Paesi Bassi       | 15        |
| Regno Unito       | 16        |
| Svezia            | 19        |
| Svizzera          | 2         |